# Daniel Anrig

Fahne der Päpstlichen Schweizergarde mit dem Emblem des Kommandanten Daniel Anrig

Anrigs Emblem als Kommandant der Garde

Daniel Rudolf Anrig (* 10. Juli 1972 in Walenstadt; heimatberechtigt in Sargans) ist ein Schweizer Verwaltungsbeamter. Er war vom 1. Dezember 2008 bis zum 31. Januar 2015 der 34. Kommandant der Päpstlichen Schweizergarde.

## Leben
Anrig ist der jüngste Sohn der Eheleute Rudolf Gustav Anrig aus Sargans und Silvia Maria geb. Benz aus Marbach SG. Er hat zwei Geschwister. Wohn- und Bürgerort der Familie ist seit dem 16. Jahrhundert Sargans. Daniel Anrig besuchte dort die Volks- und die Kantonsschule und schloss mit der Matura ab. Er diente von 1992 bis 1994 als Hellebardier in der Päpstlichen Schweizergarde. Anschliessend studierte er an der Universität Freiburg im Üechtland Rechtswissenschaften (ziviles und kanonisches Recht). 1999 schloss er sein Studium mit dem Lizenziat in zivilem und kanonischem Recht ab.
2002 wurde er Chef der Kriminalpolizei des Kantons Glarus. Anrig war 2003 mitverantwortlich für eine umstrittene Razzia der Glarner Kantonspolizei wegen Menschen- und Drogenhandel in einem Asylbewerberheim. Die nach einer Anzeige von Amnesty International erfolgten Ermittlungen wegen unverhältnismässigem Vorgehen der Polizei wurden vom Untersuchungsrichter eingestellt, weil dieser kein strafrechtlich relevantes Verhalten sah. Anrig musste allerdings einen Teil der Verfahrenskosten tragen. Im März 2006 wurde er zum Kommandanten der Kantonspolizei befördert.
Papst Benedikt XVI. ernannte Anrig am 19. August 2008 zum 34. Kommandanten der Päpstlichen Schweizergarde. Er trat das Amt im Rang eines Obersten am 1. Dezember 2008 an. Als Ehrung wurde für ihn 2009 von Johann Schmidberger ein eigener Harnisch samt Helm mit seinem Familienwappen neben dem Papstwappen angefertigt.
Die Zeit zwischen 2012 und 2014 wurde immer mehr von internen Querelen überschattet. So wurde der Chef der Vatikanpolizei, Domenico Giani, und nicht Anrig von der internationalen katholischen Vereinigung «Tu es petrus» 2012 für die Verdienste um die Sicherheit des Papstes ausgezeichnet. In der Würdigung wurde Giani als «Schutzengel des Papstes» bezeichnet.
Am 2. Dezember 2014 kam es unerwartet zur Entlassung Anrigs, was zahlreiche Medien thematisierten. Er habe mit harter Hand regiert und in einer Luxuswohnung gelebt. Sein militärischer Stil habe Papst Franziskus irritiert. Der Papst und Ex-Gardisten dementierten dies. 2015–2020 war Anrig Chef der Stabsabteilung, der kleinsten der vier Abteilungen, der Flughafenpolizei bei der Kantonspolizei Zürich. Diese Anstellung wurde teils kritisch hinterfragt.
Von 2020 bis 2022 leitete Anrig als Gemeindeschreiber die Belange der öffentlichen Verwaltung in Zermatt. Er war Sicherheitschef beim Eidgenössischen Schwing- und Älplerfest sowie Verwaltungsrat einer Sicherheitsfirma.
In der Schweizer Armee bekleidete Anrig den Rang eines Hauptmanns.
2024 wurde Anrig vom Bezirksgericht Meilen wegen Drohung zu einer bedingten Freiheitsstrafe von 10 Monaten und zu einer Busse von 1000 Franken verurteilt. Er hatte einen Mann mit einer Kettensäge bedroht.

## Ehrungen und Auszeichnungen (Auswahl)
- Komtur des Päpstlichen Ritterordens vom Heiligen Grab zu Jerusalem
- Großkomtur des Päpstlichen Piusorden[16]
- Komtur des Päpstlichen Ritterordens des heiligen Gregor des Grossen
- Komtur des Päpstlichen Ordens des heiligen Papstes Silvester
- Grossoffizierkreuz des Verdienstordens Pro Merito Melitensi des Souveränen Malteserordens
- Komturkreuz des Verdienstordens der Italienischen Republik
- Aufnahme in die Animabruderschaft von Santa Maria dell’Anima (2011)